# Accumulatore nichel-cadmio

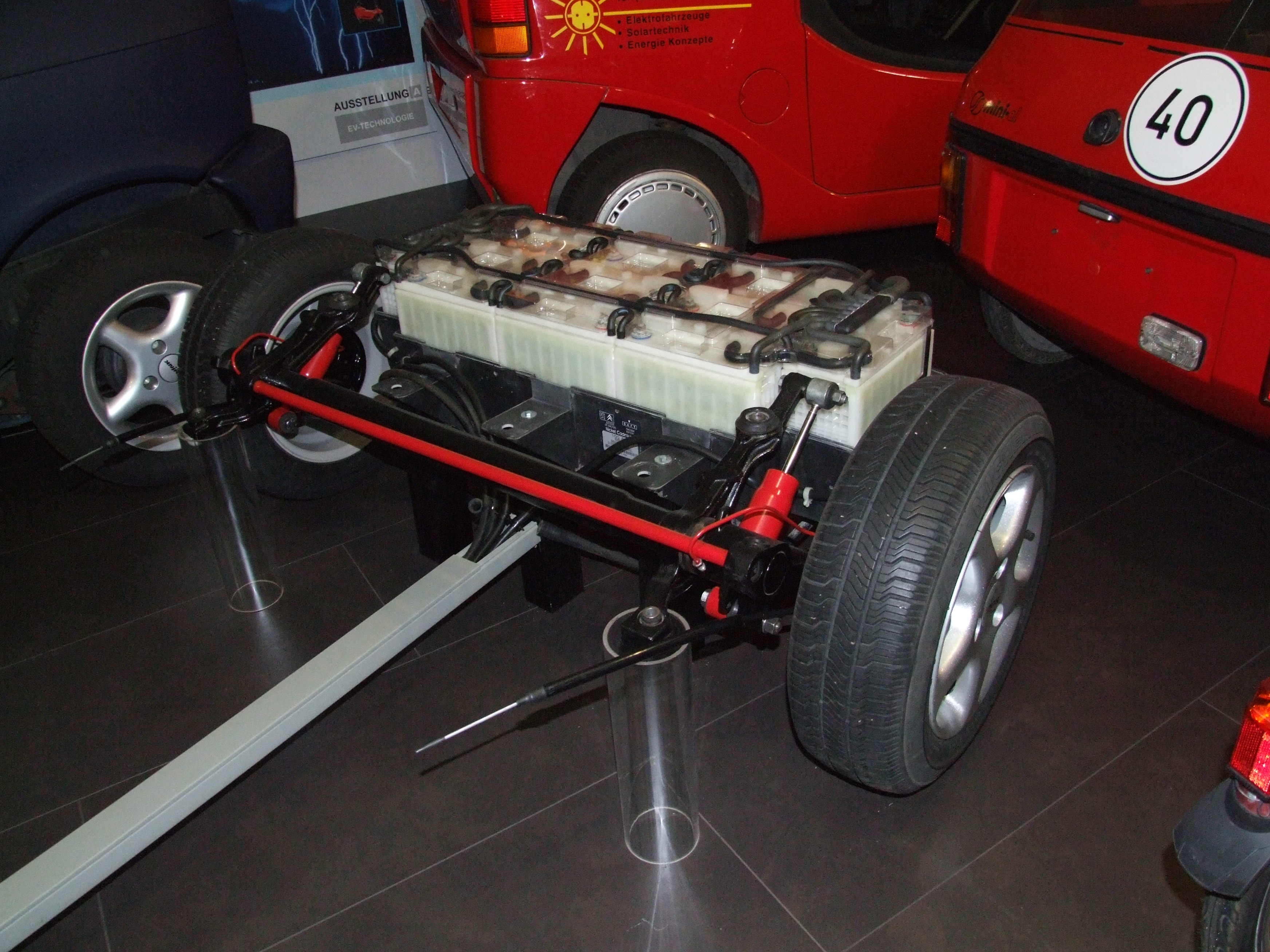
Accumulatore nichel-cadmio, PSA, Museum Autovision, Altlußheim, Germania

La pila nota come accumulatore nichel-cadmio (comunemente abbreviata NiCd) è un tipo molto popolare di batteria ricaricabile, usato spesso in apparecchi portatili dell'elettronica di consumo e in giocattoli, che impiega i metalli nichel (Ni) e cadmio (Cd) come reagenti chimici. L'abbreviazione NiCad è un marchio registrato della SAFT Corporation e non dovrebbe essere utilizzato per riferirsi genericamente alle batterie nichel-cadmio. Spesso vengono impiegate come un rimpiazzo delle celle primarie, come batterie per l'alto carico (heavy duty) oppure per sostituire le batterie alcaline, che sono spesso disponibili in molte delle stesse misure delle pile standard.

## Introduzione
Grazie al rapporto peso/energia, migliore rispetto alle batterie basate sulla tecnologia al piombo, e alla buona durata, le batterie al nichel-cadmio di maggior capacità, ad elettrolita umido sono usate per le macchine elettriche e come batterie per il motore d'avviamento per gli aerei.
Le pile al nichel-cadmio hanno una tensione nominale di 1,2 V, più bassa degli 1,5 V delle pile alcaline o allo Zinco-Carbone, di conseguenza non sono adatte per rimpiazzarle in tutti gli utilizzi, nonostante, a differenza di queste, le NiCd mantengano una tensione più costante durante il loro ciclo utile: dato che molti dispositivi elettronici sono progettati per operare correttamente anche in condizioni di carica intermedia, fino a valori di tensione inferiori a 0,9 V per cella, il valore di 1,2 V per cella offerto dalle NiCd è più che sufficiente.
Da notare come il livello quasi costante di tensione delle NiCd durante l'esercizio renda più complessa la rilevazione del loro scaricamento, tema affrontato con circuiti di rilevazione più sofisticati negli apparecchi utilizzatori.
Nonostante quindi il valore più basso di tensione nominale ed il requisito di scaricamento completo prima di una successiva ricarica, le celle NiCd sono attualmente la scelta migliore nelle applicazioni che richiedono correnti elevate: grazie alla resistenza in serie significativamente bassa, esse possono erogare alte correnti di spunto che le rendono adatte ai motori di modelli radiocomandati (aerei, navi, auto) nonché a dispositivi wireless e flash fotografici.
Oltre agli elementi singoli da 1,2 V, sono ampiamente disponibili "pacchetti" di elementi connessi in serie da complessivi 7,2, 9,6 e 12 V (6, 8 e 10 elementi) con confezionamento unificato come le pile comuni. Ad esempio la batteria "transistor" da 9 V può essere rimpiazzata da una analoga NiCd da 8,4 V (7 elementi).

## Storia
Nel 1899, lo svedese Waldemar Jungner creò la prima pila al nichel-cadmio. In quel periodo, le uniche competitrici dirette erano le batterie al piombo. Anche le prime batterie al nickel-cadmio erano fisicamente e chimicamente robuste, ma con le prime piccole migliorie ai prototipi, la densità energetica aumentò rapidamente di circa il 50%, che in prospettiva prometteva molto di più delle classiche batterie acide.
Nel 1910, fu costituita una società per produrre batterie industriali al nickel-cadmio in Svezia. La prima produzione negli Stati Uniti iniziò nel 1946. Da allora le batterie divennero "tascabili", costituite da un involucro di metallo contenente delle lamine di nichel e cadmio. Verso la metà del XX secolo, questo genere di batterie è divenuto molto popolare. Le lamine sono create fondendo la polvere di nichel ad una temperatura ben al di sotto del punto di fusione, ma usando al contrario pressioni molto elevate. Queste lamine hanno circa l'80% di porosità.Vengono poi caricate elettricamente (sia positivamente che negativamente) immergendole in nickel e cadmio attivi. Di solito questo genere di piastre sono molto più sottili degli involucri delle batterie classiche, permettendo una maggiore superficie reattiva per unità di volume, per raggiungere correnti più elevate rispetto alle batterie classiche delle stesse dimensioni. In generale, maggiore è la superficie dei materiali reattivi in una batteria, minore è la resistenza interna. Negli ultimi decenni, questo fatto ha permesso di creare batterie al nickel-cadmio con resistenze interne basse tanto quanto quelle delle pile alcaline. Oggi, tutti i consumatori di pile al nichel-cadmio, preferiscono la struttura cosiddetta "jelly-roll". Come si può intuire, la forma cilindrica permette di supportare diverse disposizioni degli anodi e dei catodi, dando maggior versatilità commerciale al prodotto.
Le migliorie tecnologiche e produttive delle batterie introdotte nella seconda metà del XX secolo, le hanno rese estremamente economiche in fase produttiva. Parallelamente sono aumentati anche i prodotti alimentati a batteria. Dal 2000, sono state prodotte circa 1,5 miliardi di batterie al nickel cadmio ogni anno. Nonostante le batterie Ni-Cd non verranno mai impiegate nei settori in cui le batterie alcaline dominano sin dal 1990, una fetta sorprendente di mercato investe sempre di più nella produzione di apparecchiature che supportano le pile ricaricabili. Recentemente, tuttavia, le batterie ricaricabili al nichel metallo idruro o agli ioni di litio sono diventate commercialmente molto più economiche, seppur ancora più costose di quelle al nichel cadmio. Laddove però si necessità di densità di energia elevate, questi tipi di batterie sono preferibili alle Ni-Cd, in particolar modo per quelle apparecchiature in cui il prezzo della batteria non è comparabile a quello del dispositivo stesso (i.e. un telefonino)

## Nichel-Cadmio (NiCd)

### Vantaggi
- Richiedono meno cura e sono più difficili da danneggiare.
- Di solito durano molto tempo (molti cicli carica-scarica)
- Possono solitamente essere scaricate o caricate più velocemente rispetto alle gel-cell[1] oppure alle batterie piombo-acido.
- Non vengono danneggiate se vengono lasciate scariche per molto tempo.

### Svantaggi
- Gli accumulatori NiCd sono relativamente costosi. A confronto con gli accumulatori al piombo i materiali e le lavorazioni sono più costose.
- Possono sviluppare un falso effetto "fondo del barile", non accettando di essere ulteriormente scaricate, se molto spesso, di routine vengono portate allo stesso livello di scarica e poi ricaricate (vedi "effetto memoria" più avanti).

## Dimensione, capacità e gamma di pacchetti
Ogni pila è nominalmente di 1,2 V (a vuoto e a piena carica arrivano a circa 1,25÷1,35 V), perciò una batteria di 10 pile in serie ha nominalmente 12 V (a piena carica sono 12,5÷13,5 V).
Le batterie al NiCd hanno la possibilità di cominciare a funzionare (negli abituali circuiti elettrici a 12 V) con 11 pile a 13,2 V nominale (13,75÷14,85 V a vuoto) oppure (verso la fine della loro scarica) come 12 pile, che forniscono 14,4 V (a vuoto sono circa 15,0-16,2 V). La spiegazione dell'utilità di questa cosa è che nelle applicazioni pratiche più diffuse servono poco più di 12 V, e che si può diminuire la tensione (con un certo range di tolleranza) applicando una resistenza variabile che causa una caduta di tensione.
Le pile NiCd destinate al consumo su grande scala sono disponibili in formati standard passando dal più piccolo “AAA” fino al tipo “D” ed anche ai modelli da 9 V. Possono essere costruiti in modelli a batteria da 10, 11 o 12 pile in serie, invece della unica pila presente nel modello standard. Versioni industriali immerse in un materiale inerte sono disponibili in dimensioni con capacità di 12,5 Ah, 25 Ah, 100 Ah, e anche di più.

### Campo massimo di carica
Un ruolo importante consiste nella possibilità di ricaricare una batteria di alta qualità NiCd con una corrente pari all'80% della capacità della batteria stessa (p.es. una AA NiCd di buona qualità ha una capacità pari a 0,9 Ah e richiede circa quarantacinque minuti per essere ricaricata fino a 1,26 V).

### Massimo fattore di scarica
Per batterie AA comuni circa 18 A, per batterie C circa 22 A e per batterie D circa 35 A

### Temperatura
1. In uso -20 °C / +45 °C
2. In carica 0 °C / +45 °C

### Applicazioni tipiche
Elettronica portatile, calcolatori, radio e giocattoli.

### Manutenzione
Le batterie NiCd, a una temperatura media di 25 °C, si scaricano autonomamente del 5% ogni mese. Pertanto frequentemente occorre ricaricarle ex novo. Non sovraccaricare, poiché l'eccessivo surriscaldamento danneggia la batteria. Se la batteria non è utilizzata per almeno un mese, spesso è necessario ricaricarla dopo il periodo di inutilizzo.

### Condizioni di carica
Le batterie NiCd di alta qualità hanno un sistema termico di isolamento con il quale interrompono la carica se la temperatura è troppo elevata. Inoltre se una NiCd viene caricata mentre è ancora calda a seguito dell'utilizzo, non raggiungerà la sua massima carica. In questi casi è utile lasciare la batteria a riposo a temperatura ambiente per essere caricata in seguito.

## Chimica
Le batterie NiCd contengono un elettrodo positivo di ossido di nichel nero e nichel metallo , un elettrodo negativo di idrossido di cadmio, un separatore e un elettrolita alcalino. Le batterie NiCd di solito hanno un contenitore di metallo con una placca sigillante con una valvola di sicurezza auto-sigillante. Gli elettrodi, isolati da ogni altra cosa tramite il separatore, sono arrotolati a spirale dentro al contenitore.
La reazione chimica che avviene in una batteria NiCd è:
{\displaystyle 2NiO(OH)+Cd+2H_{2}O\leftrightarrow 2Ni(OH)_{2}+Cd(OH)_{2}}
Questa reazione va da sinistra a destra quando la batteria viene scaricata e da destra a sinistra quando viene ricaricata. L'elettrolita alcalino (di solito KOH) non viene consumato in questa reazione.
Quando Jungner costruì le prime batterie nickel-cadmio, usò l'ossido di nickel nel catodo e ferro e cadmio nell'anodo. Non molto dopo iniziarono ad essere impiegati cadmio puro e idrossido di nichel. Fino al 1960 circa, la reazione nelle batterie al nickel-cadmio non era ancora totalmente chiara.C'erano numerosi aspetti da conoscere a fondo, come ad esempio i prodotti della reazione. Il dibattito fu definitivamente risolto dalla spettrometria.
Un'altra innovazione importante alla base delle pile NiCd fu l'aggiunta di idrossido di litio all'elettrolita idrossido di potassio. Si credeva in questo modo di poter rendere le batterie più resistenti, prolungando quindi la vita media delle batterie. Tuttavia la batteria al nickel-cadmio nella sua forma moderna è estremamente resistente di per sé, pertanto questa pratica è stata abbandonata.
Il sovraccaricamento fa ormai parte della progettazione stessa delle pile. Nel caso delle NiCd, ci sono due possibili effetti del sovraccaricamento. Se l'elettrodo negativo (anodo in fase di scarica e catodo in fase di carica) è sovraccaricato, si produce idrogeno; se l'elettrodo positivo (catodo in fase di scarica e anodo in fase di carica) è sovraccaricato, si produce ossigeno. Per questo motivo, l'anodo è sempre progettato per avere una capacità più alta del catodo, per evitare il rilascio di idrogeno. Le batterie a nichel-cadmio sono ventilate, con delle valvole che si aprono oltrepassata una certa temperatura interna. Questo meccanismo complesso, non necessario nelle batterie alcaline, contribuisce al loro costo più elevato.
Le batterie NiCd contengono cadmio, che è un metallo pesante tossico e quindi richiede attenzione speciale durante il suo smaltimento. Negli Stati Uniti infatti, parte del prezzo di una batteria NiCd serve allo smaltimento della stessa alla fine del suo ciclo di vita.

## Problemi con gli accumulatori NiCd

### Effetto memoria
Molti affermano che gli accumulatori NiCd presentano il cosiddetto effetto memoria e che la loro capacità totale di carica diminuisce se vengono ricaricate prima che siano state totalmente scaricate. Il fenomeno apparente è che la batteria sembra ricordare il punto dove la sua ricarica cominciò e durante il successivo uso avrà una improvvisa caduta nella tensione fornita da quel punto, come se la batteria si fosse scaricata quasi del tutto. In realtà, a parte quello specifico punto, la capacità della batteria non si è ridotta sostanzialmente.
Alcune apparecchiature elettroniche progettate per essere alimentate dalle NiCd possono sopportare la riduzione della tensione per un tempo sufficiente a permettere che la tensione ritorni al normale. Invece, se il dispositivo non dovesse avere la capacità di operare attraverso questo periodo di diminuita tensione, e dunque se un apparato che necessita di molta potenza (come un'auto elettrica) non riuscisse ad ottenerla in quel punto, si può dire anche se in maniera impropria che la batteria abbia subito una riduzione nella sua capacità.
Esiste una controversia riguardo all'esistenza del memory effect, e alla sua criticità. Alcuni pensano che rappresenti un modo per promuovere gli accumulatori NiMH, che sembra soffrano molto di meno di questo fenomeno. Molti costruttori di batterie nichel-cadmio negano o tacciono su questo aspetto.
Un effetto molto simile al precedente è il cosiddetto "lazy battery effect". Questo effetto è il risultato di sovraccaricamenti ripetuti; il sintomo è che la batteria sembra essere completamente carica ma si scarica immediatamente dopo un brevissimo periodo di utilizzo. Alcune volte, gran parte della capacità perduta può essere recuperata attraverso un breve e intenso ciclo di scarica mediante alcuni caricabatterie automatici. Ad ogni modo, se utilizzata correttamente, una batteria NiCd può essere caricata per più di 1000 volte prima che la sua capacità complessiva si sia ridotta del 50%.

### Cortocircuitazione
Le batterie NiCd quando non usate regolarmente tendono a produrre al loro interno, molto prima di quanto dichiarino i produttori, dei dendriti (sottili cristalli conduttori) che causano cortocircuiti e spesso la rottura della pila. Alcune volte i dendriti si possono rimuovere attraverso una forte scarica ad alta tensione alle singole celle della pila, ma una volta che il processo di formazione è iniziato difficilmente la pila può essere manutenuta correttamente.
Per ridurre questo problema è opportuno conservare le batterie scariche.

### Conseguenze ambientali
Il cadmio, dal momento che è un metallo pesante, può provocare un inquinamento sostanziale, sia quando viene gettato nella discarica di rifiuti sia quando viene incenerito. Per questo, in molti paesi sono vigenti programmi di riciclaggio per incamerare, riprocessare o stoccare in luoghi sicuri le batterie NiCd.

### Sicurezza
- Non cortocircuitare mai la batteria perché potrebbe esplodere. Con cortocircuito si intende la connessione diretta dei poli positivo e negativo della pila, ad esempio con un filo (questa prescrizione vale per ogni accumulatore).
- Non bruciare gli accumulatori NiCd; oltre alla possibilità di esplosione, potrebbe verificarsi il rilascio di cadmio, sostanza tossica, nell'ambiente. Si consiglia al contrario di riciclare la batteria.
- Non far cadere, colpire o ammaccare la batteria perché questo potrebbe causare danni interni tra cui un corto circuito della cella.
- Evitare una ricarica eccessivamente rapida; questo potrebbe causare una perdita di elettrolita, una fuoriuscita di gas o eventualmente un'esplosione.
- Non esporre la batteria al contatto diretto con la luce solare, soprattutto quando si tratta di luce riflessa, poiché essa potrebbe innescare un'esplosione.

## Confronto con altre batterie
Le batterie ricaricabili ad acido sono le più usate su larga scala (praticamente su tutte le automobili). Tuttavia, hanno una densità di carica molto più bassa delle NiCd. Nonostante i costi elevati di queste ultime, nei casi in cui problematiche come dimensione e peso risultano essere fondamentali, le NiCd vengono preferite alle altre tipologie.
Le batterie NiCd hanno una capacità più bassa delle loro concorrenti principali, le classiche alcaline. Tuttavia la vita media di una NiCd è sicuramente più lunga, dato che la maggior parte delle alcaline non può essere ricaricata. Negli anni novanta, la Rayovac ha lanciato sul mercato una pila alcalina ricaricabile, la Renewal, che anche se più costosa, aveva iniziato a rimpiazzare le NiCd. Tuttavia dopo alcuni anni questo prodotto fu abbandonato.
Le batterie NiMH sono simili alle NiCd, ma molto meno tossiche e dalle capacità più elevate. Da quando sono state messe in commercio nel 1990, le pile NiMH hanno conquistato una grossa fetta del mercato. Tuttavia, le NiCd hanno tuttora tre principali vantaggi sulle NiMh. Innanzitutto il costo più basso. In secondo luogo il fattore di scarica automatica, del 20% mensile per le NiCd, del 30% per le NiMh. Infine il fatto che le NiCd mantengono una tensione costante in modo che le apparecchiature possano funzionare correttamente.
In futuro, un'altra nuova tecnologia di pile alcaline, le super iron battery, potrebbe prendere il sopravvento. Fino ad oggi, sono stati prodotti solo prototipi funzionanti, ma si pensa che queste batterie avranno una capacità superiore del 50% alle alcaline, e potranno essere ricaricate per più di 300 volte.